# Rogberga landskommun
Rogberga landskommun var en tidigare kommun i Jönköpings län.

## Administrativ historik
När 1862 års kommunalförordningar trädde i kraft den 1 januari 1863 inrättades i Sverige cirka 2 400 landskommuner samt 89 städer och ett mindre antal köpingar.
Då inrättades i Rogberga socken i Tveta härad i Småland denna kommun.
Vid kommunreformen 1952 uppgick den i Tenhults landskommun. När denna 1971 upplöstes övergick denna del till Jönköpings kommun.

## Politik

### Mandatfördelning i Rogberga landskommun 1938-1946
| 6 | 5 | 7 | 2 |

| 20 |

| 5 | 7 | 6 | 2 |

| 20 |

| 6 | 6 | 8 |

| 20 |